# Comitatul Kenosha, Wisconsin
Comitatul  Kenosha este unul din cele 72 de comitate din statul Wisconsin din Statele Unite ale Americii. Sediul acestuia este localitatea Mauston. Conform recensământului din anul 2000, Census 2000, populația sa era de 149.577  de locuitori.

## Demografie
|  | Graficele sunt indisponibile din cauza unor probleme tehnice. Mai multe informații se găsesc la Phabricator și la wiki-ul MediaWiki. |

Date: Wikidata - grafică realizată de Wikipedia